# Kamberk

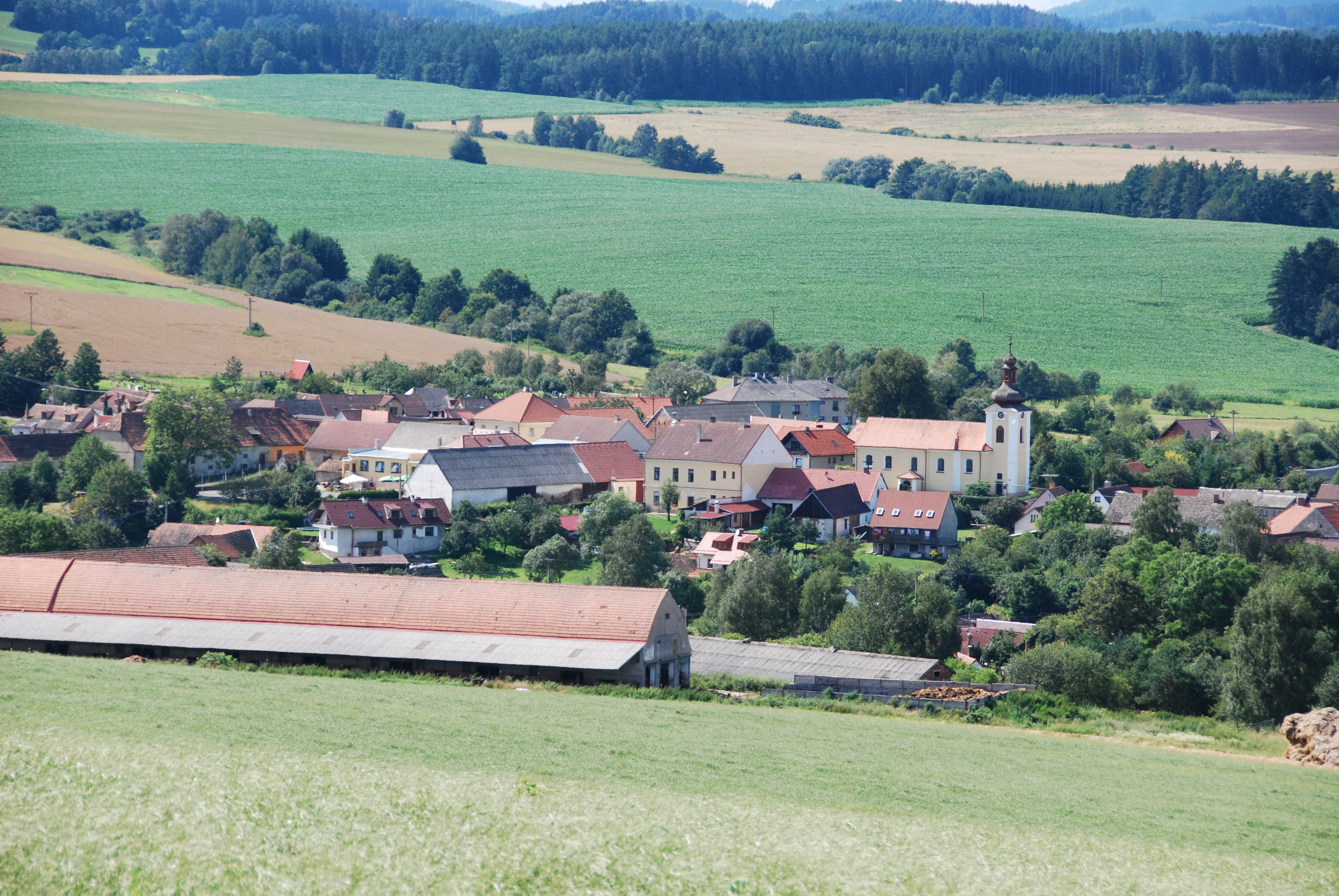
Blick auf Kamberk (2009)

Kamberk, 1951 bis 1991 Zlaté Hory, (deutsch Kamberg, älter auch Karrenberg) ist eine Gemeinde in Tschechien. Sie liegt zwölf Kilometer südlich von Vlašim und gehört zum Okres Benešov.

## Geographie
Kamberk befindet sich in der Středočeská pahorkatina in einem Landstrich, der als Česká Sibiř (Böhmisches Sibirien) bezeichnet wird. Das Dorf liegt in der Blanitzer Furche (Blanická brázda) am Flüsschen Blanice. Oberhalb des Ortes wird die Blanice im 12 ha großen Kamberský rybník (Kamberger Teich, auch Zlatohorský rybník genannt), gestaut. Nordwestlich, bei Roudný, liegt das stillgelegte Goldbergwerk Roudný, das in den 1920er Jahren das ergiebigste Goldvorkommen Europas war. Im Nordwesten erhebt sich der Blaník.
Nachbarorte sind Louňovice pod Blaníkem und Hrajovice im Norden, Načeradec im Nordosten, Pravětice im Osten, Hrnčíře im Südosten, Skrýšov im Süden, Vosná und Křekovice im Südwesten, Lhýšov und Otradov im Westen sowie Předbořice im Nordwesten.

## Geschichte
Das Bergstädtchen Karrenberg wurde im 13. Jahrhundert von deutschen Bergleuten gegründet, die hier Goldbergbau betrieben. Erstmals schriftlich erwähnt wurde der den Herren von Landstein gehörige Ort im Jahre 1261. Seit 1280 ist eine im Besitz von Sezima von Landstein befindliche Feste belegt. Im 14. Jahrhundert erwarb der Prager Bürger Jan Rotlev das Städtchen Karrenberg. Der königliche böhmische Münzmeister kaufte zu dieser Zeit mehrere Goldbergwerke im Lande, darunter auch in Eule. Dort wurde Rotlev zum erfolgreichsten Bergbauunternehmer in der Stadtgeschichte, als er durch den Fund einer großen Goldader innerhalb von sechs Monaten eine halbe Tonne Gold gewann. Zu den nachfolgenden Besitzern gehören ab dem 14. Jahrhundert das Geschlecht der Karrenberger (Kamberský von Kamberk). Karrenbergs Bedeutung als Goldbergbauort erlosch im 15. Jahrhundert, als die Gruben stillgelegt wurden. Nachfolgend wechselten sich verschiedene Adelsgeschlechter als Besitzer von Karrenberg ab.
Im Jahre 1700 erwarben die Herren von Kuenburg Karrenberg und schlossen den Ort an die Fideikommissherrschaft Jung Woschitz an. Die damit als Herrensitz nicht mehr benötigte Feste wurde zu einem Pfarrhaus umgebaut. Im Laufe der Jahre wandelte sich dann der Ortsname in Kamberg / Kamberk. Nach der Aufhebung der Patrimonialherrschaften bildete Kamberk ab 1848 eine Gemeinde im Bezirk Tábor. 1890 hatte Kamberk 599 Einwohner, 1939 lebten in dem Ort etwa 800 Menschen. Nach dem Zweiten Weltkrieg wurde der Ort dem Okres Votice zugeordnet. Nach der Machtübernahme der Kommunisten im Jahre 1948 begann in der wiedererrichteten Tschechoslowakei eine Welle von Ortsumbenennungen, deren Ziel die Tilgung von Germanismen war. Im Jahre 1951 erhielt die Gemeinde den neuen Namen Zlaté Hory. 1961 kam Zlaté Hory zum Okres Benešov. Nach der Samtenen Revolution entschieden sich die Einwohner zur Rückkehr zum historisch gewachsenen Ortsnamen Kamberk, den die Gemeinde seit 1991 wieder trägt. Zwei Drittel der Häuser von Kamberk dienen heute als Ferienhäuser.

## Ortsgliederung
Die Gemeinde Kamberk besteht aus den Ortsteilen Hrajovice (Hrajowitz), Kamberk (Kamberg) und Předbořice (Pschedborschitz).

## Sehenswürdigkeiten
- Feste Kamberk, errichtet im 13. Jahrhundert und später zum Pfarrhaus umgebaut
- Friedhofskapelle der Hl. Anna, westlich über dem Dorf, errichtet in der Mitte des 18. Jahrhunderts
- Kirche St. Martin, das seit dem 14. Jahrhundert nachweisbare Gotteshaus wurde 1730 barock umgestaltet
- ländliches Museum Kamberk, errichtet 2006
- Kapelle in Předbořice
- Steindamm des Kamberský rybník, erbaut 1925

## Persönlichkeiten

### Söhne und Töchter der Gemeinde
- Karel Dobeš (1922–2002), Schriftsteller und Heimatforscher in Kamberk

### In der Gemeinde lebten und wirkten
- Lubomír Kostelka (1927–2018), der Schauspieler lebte in Kamberk